# Wilhelm Rütter

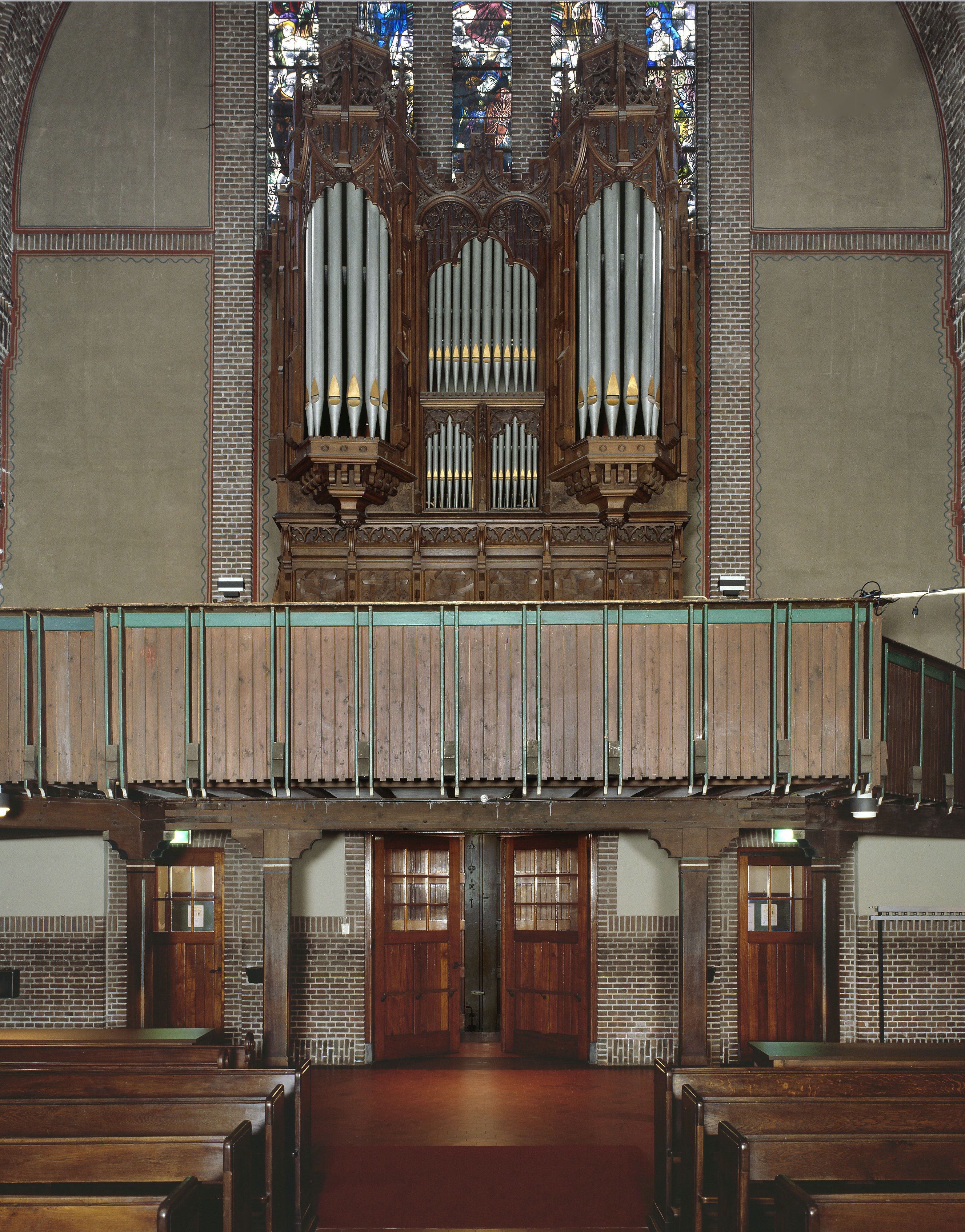
Rütter-orgel uit 1882 in de Sint-Laurentiuskerk (Dongen), afkomstig uit een klooster te Venlo

Wilhelm Rütter (Issum, 18 februari 1812 - Kevelaer, 25 november 1887) was een Duitse orgelbouwer, van wie diverse orgels in Duitsland en Nederland te vinden zijn. De Duitse orgels bevinden zich vooral in het gebied Nederrijn.

## Werken
In tegenstelling tot de meeste van zijn tijdgenoten, bouwde Rütter orgels volgens de 18e-eeuwse traditie. In onder meer de volgende kerken en plaatsen zijn Rütter-orgels te vinden:

### Duitsland
- Kaarsenkapel (Kerzenkapelle) te Kevelaer
- Sankt-Mauritiuskirche te Düffelward
- Hartefeld
- Ruhrort
- Issum-Sevelen

### Nederland
- Sint-Antoniuskerk te Rotterdam
- Sint-Laurentiuskerk te Dongen
- Grote Kerk te Hilversum
- Antonius Abtkerk te Wijchen
- Plantagekerk te Schiedam